# Deutsche Allianz Nichtübertragbare Krankheiten
Die Deutsche Allianz Nichtübertragbare Krankheiten (DANK) ist ein Zusammenschluss mehrerer medizinischer Fachgesellschaften und Forschungseinrichtungen aus verschiedenen medizinischen Fachbereichen, beispielsweise der Gefäßchirurgie und Gastroenterologie und der Therapie und Versorgung von Menschen mit Erkrankungen, die nicht übertragbar sind, wie Adipositas oder Diabetes mellitus. Die DANK setzt sich für die Primärprävention solcher Krankheitsbilder ein, versteht sich dabei als Mittler zwischen Wissenschaft und politischen Entscheidungsträgern und widmet sich der Aufbereitung komplexer medizinischer Themen für die Öffentlichkeit.

## Gründung und Zielsetzung
Die DANK wurde als Vorbereitung auf den Ersten UN Gipfel zu nichtübertragbaren Erkrankungen im Jahr 2010 auf Initiative der Deutschen Diabetes Gesellschaft (DDG) gegründet. Gleichzeitig wurde die Patientenorganisation diabetesDE ins Leben gerufen. Auslöser der Gründung beider Allianzen war die Erfahrung der beteiligten Fachgesellschaften, dass trotz ansteigendem millionenfachen Auftreten der Diabetes-Typ-2-Erkrankungen nicht genug Aufmerksamkeit und Problembewusstsein in Politik und Gesellschaft bestand, um wirksame konzertierte flächendeckende Primärprävention zu betreiben.
Der Geschäftsführer der DDG Dietrich Garlichs wurde erster Sprecher der DANK. Seit Januar 2018 ist die Pharmazeutin Barbara Bitzer, die aktuelle Geschäftsführerin der DDG, Sprecherin der DANK.

## Aktivitäten
Gemäß ihrer Zielsetzung sucht die DANK bei Gesundheitsthemen die Öffentlichkeit, beispielsweise im Rahmen von Diskussionsforen, mischt sich aber auch über diverse Medien in die gesellschaftliche Debatte ein. Hierbei thematisiert die Allianz beispielsweise eine höhere Besteuerung von Tabak- und schädlichen Alkoholkonsum. Zudem fordert die DANK Steuern auf Zucker und Fett sowie insgesamt auf ungesunde Lebensmittel. Weitere Forderungen sind eine tägliche Sportstunde in Kitas und Schulen, zur Primärprävention von Adipositas und Diabetes.

### DANK in der öffentlichen Debatte
Über Printmedien und digitale Angebote bringt sich die DANK regelmäßig zu aktuellen Themen in die gesamtgesellschaftliche Debatte ein, wobei bewusst nicht nur politische Akteure angesprochen werden.

#### Ernährung
Die im Juli 2020 vom Bundestag beschlossene „Nationale Diabetesstrategie“ umfasste unter anderem eine Kostenübernahme durch die Gesetzliche Krankenversicherung bei vorsorglicher Versorgung von Adipositaspatienten oder eine Erweiterung der der Inhalte der ärztlichen Ausbildung um die Themenfelder Ernährung und Sport. Dennoch bewertete die DANK die „Nationale Diabetesstrategie“ hinsichtlich präventiver Maßnahmen als unzureichend. Die Neuerung, dass Kinderlebensmittel in Deutschland nun den Vorgaben der WHO entsprechen müssen, wertete sie jedoch als Fortschritt. Die DANK kritisierte den „Ernährungspolitischen Bericht“ der Bundesministerin Julia Klöckner im Jahr 2021 als „beschönigendes“ Fazit, das minimale Reduktionen in einzelnen Bereichen als großen Erfolg darstelle.
DANK engagiert sich seit vielen Jahren für ein Werbeverbot von ungesunden Lebensmitteln, die sich an Kinder richten. Die Lebensmittelindustrie bewirbt fast ausschließlich ungesunde Nahrungsmittel, die viel Zucker, Fett oder Salz enthalten und welche die Entstehung von Übergewicht fördern. Da die Ernährungsgewohnheiten in Kindheit und Jugend geprägt und dann zu einem hohen Grad im Erwachsenenalter beibehalten werden, versucht die Lebensmittelindustrie, Kinder als Kunden von morgen mit Hilfe spezieller Kinderprodukte und entsprechender Werbung frühzeitig an Marken und Produkte zu binden. Daten belegen, dass Kindermarketing das Risiko erhöht, überschüssiges Gewicht zuzulegen. Freiwillige Selbstverpflichtungen der Industrie haben sich als wirkungslos erwiesen. Daher setzt sich DANK für verpflichtende Regelungen ein.

#### Corona-Krise
Anlässlich der COVID-19-Pandemie in Deutschland äußerte sich die DANK kritisch zu den Versäumnissen der Bundesregierung hinsichtlich der Prävention von Erkrankungen, die als begünstigend für einen schweren Verlauf der COVID-19-Erkrankung gelten. Geeignete Maßnahmen zur Eindämmung der entsprechenden Risikofaktoren Adipositas und Rauchen, sowie die Förderung gesunder Ernährung seien nach Ansicht der DANK, anders als in anderen Ländern, in der Bundesrepublik versäumt worden, was sich in der Corona-Krise entsprechend gerächt habe. Die DANK sah das Versäumnis hierbei auf Seiten der Regierung, da es sich um Erkrankungen handele, deren Risiko sich durch politische Maßnahmen verringern ließe.

## Beteiligte Fachgesellschaften und sonstige Institutionen
Derzeit gehören 22 Organisationen, Verbände und Fachgesellschaften der Allianz an.
- Deutsche Adipositas-Gesellschaft
- Deutsche Diabetes Gesellschaft
- Deutsche Diabetes-Stiftung
- Deutsche Gesellschaft für Kardiologie – Herz- und Kreislaufforschung e. V.
- Deutsche Gesellschaft für Pneumologie und Beatmungsmedizin
- Deutsche Gesellschaft für Sportmedizin und Prävention (Deutscher Sportärztebund) e. V.
- Deutsche Herzstiftung
- Deutsche Krebsgesellschaft e. V.
- Deutsche Krebshilfe
- Deutscher Hausärzteverband
- Deutsches Krebsforschungszentrum
- diabetesDE-Deutsche Diabetes-Hilfe
- Kompetenznetz Adipositas
- Verband der Diabetes-Beratungs- und Schulungsberufe in Deutschland
- Berufsverband der Kinder- und Jugendärzte e.V.
- Deutsche Gesellschaft für Kinder- und Jugendmedizin
- Deutsche Gesellschaft für Ernährungsmedizin
- Deutsche Gesellschaft für Gastroenterologie, Verdauungs- und Stoffwechselkrankheiten
- Deutsche Gesellschaft für Sozialmedizin und Prävention
- Deutsche Gesellschaft für Nephrologie
- Gesellschaft für Pädiatrische Gastroenterologie und Ernährung e.V.
- Gesellschaft für Prävention von Herz-Kreislauf-Erkrankungen e.V.